# Movimiento por Francia
El Movimiento por Francia (Mouvement pour la France) es un pequeño partido político francés de derecha soberanista y conservadora, presente en todo el territorio francés. El MPF fue uno de los grandes vencedores del año 2005, con la victoria del No al referéndum sobre la Constitución Europea.

## Historia
Fue fundado el 20 de noviembre de 1994 en la Maison de la Chimie en París. Se unió a la lista "Mayoría por la otra Europa" en las elecciones europeas de ese año, que consiguió el 12,23% de los votos.
Philippe de Villiers se presenta como su candidato a las elecciones presidenciales de 1995, pero sin llegar a transformar al MPF en un partido nacional sólidamente estructurado. Consigue menos del 5% de los votos.
En las elecciones europeas de 1999, se alió con Unión por Francia y la alianza obtuvo 13 escaños
El partido es dirigido por su presidente Philippe de Villiers, y su secretario general Guillaume Peltier.
En las elecciones europeas de 2004 logró tres escaños en el Parlamento europeo, ocupados por Philippe de Villiers, Paul-Marie Couteaux y Patrick Louis.
En la Asamblea Nacional tiene como representante a Véronique Besse. En el Senado, a Bruno Retailleau, Philippe Darniche y a Bernard Seillier, el único parlamentario del MPF no elegido en la Vendée.
Se encuentra implantado en todo el país francés aunque su poder no es estable, presentado en solitario consiguió el 5% de los votos, y en coalición con otro partido de similares características el 13%. Aun así, el Frente Nacional francés de Le Pen, es la punta de lanza de los nacional demócratas franceses.
Villiers se presentó en las elecciones presidenciales de 2007 donde obtuvo un 2,23% de los votos.